# Amy O'Neill
Amy O'Neill (Pacific Palisades, 8 luglio 1971) è un'attrice statunitense.

## Biografia
Amy O'Neill ha fatto la sua prima apparizione in televisione all'età di 13 anni in un episodio de La mamma è sempre la mamma. Ha recitato il ruolo di una teenager incinta Molly Stark nella soap opera Febbre d'amore per trenta episodi nel 1986. Ha acquisito notorietà interpretando il ruolo di Amy Szalinski nel film Tesoro, mi si sono ristretti i ragazzi, per il quale è stata nominata agli Young Artist Awards, oltre ad aver recitato in numerose serie televisive statunitensi.

## Filmografia

### Cinema
- Tesoro, mi si sono ristretti i ragazzi (Honey, I Shrunk the Kids), regia di Joe Johnston (1989)
- Tesoro, mi si è allargato il ragazzino (Honey I Blew Up the Kid), regia di Randal Kleiser (1992)
- Un'avventura molto pericolosa (White Wolves: A Cry in the Wild II), regia di Catherine Cyran (1993)

### Televisione
- La mamma è sempre la mamma (Mama's Family) – serie TV, episodio 2x19 (1984)
- Matt Houston – serie TV, episodio 3x02 (1984)
- Giudice di notte (Night Court) – serie TV, episodio 2x22 (1985)
- Autostop per il cielo (Highway to Heaven) – serie TV, episodio 2x09 (1985)
- Ai confini della realtà (The Twilight Zone) – serie TV, episodio 1x23 (1985)
- Casa Keaton (Family Ties) – serie TV, episodio 4x17 (1986)
- Febbre d'amore (The Young and the Restless) – serial TV, 30 puntate (1986)
- Second Chance – serie TV, episodio 1x03 (1987)
- Desperate for Love – film TV (1989)
- Star Trek: The Next Generation – serie TV, episodio 3x01 (1989)
- Steven, 7 anni: rapito (I Know My First Name is Steven) – miniserie TV (1989)
- Where's Rodney? – film TV (1990)
- Room for Romance – serie TV, episodio 1x01 (1990)
- I ragazzi della prateria (The Young Riders) – serie TV, episodio 2x05 (1990)
- La legge di Bird (Gabriel's Fire) – serie TV, episodio 1x13 (1991)
- La signora in giallo (Murder, She Wrote) – serie TV, episodio 8x08 (1991)
- Donne all'attacco! (Attack of the 5 Ft. 2 In. Women) – film TV (1994)
- Baskets – serie TV, episodio 1x09 (2016)